# الخضرة (المنوفية)
 الخضرة  واسمها القديم  قلتى الصغرى  إحدى قرى مركز الباجور التابع لمحافظة المنوفية بجمهورية مصر العربية.

## السكان
بلغ عدد سكان الخضرة 5,575 نسمة، حسب الإحصاء الرسمي لعام 2006.